# James Franklin Fuller
James Franklin Fuller (1835–1924) est un acteur, architecte et romancier irlandais.

## Biographie
Fuller est né à Nedanone, comté de Kerry, fils unique de Thomas Harnett Fuller de Glashnacree, comté de Kerry, et de sa première épouse, Frances Diana, fille de Francis Christopher Bland du château de Derryquin. Il fait ses études à Blackrock, dans le comté de Cork et à Dublin.
En 1850, il se rend à Londres où il obtient son diplôme d'architecte, puis s'installe à Manchester.
En 1862, il devient architecte de district auprès du Conseil des commissaires ecclésiastiques d'Irlande. En 1869, après la dissolution de l’Église d’Irlande, il ouvre son propre cabinet à Dublin. Deux ans plus tard, il devient architecte du Representative Church Body et, peu de temps après, est nommé architecte de la cathédrale Saint-Patrick, ainsi que d'un certain nombre d'autres institutions.
Il dirige une entreprise très active, bien que, selon ses mémoires, peu conventionnelle, ne tenant pas de registres ni de livres et dédaignant de tenir des registres financiers. En plus de ses projets ecclésiastiques et de ses travaux de construction publique, il conçoit un certain nombre de grandes maisons autour du comté de Kerry et du comté de Mayo. Il conçoit l'abbaye de Kylemore, dans le Connemara, dans les années 1860 et quelques années plus tard l'église néo-gothique voisine, un édifice d'importance internationale. Il construit également Mount Falcon (1876), un manoir victorien de 9 chambres qui est aujourd'hui un hôtel sur 100 acres du domaine original de la famille Knox près de Ballina.
Au cours des années 1890, il prend George F. Beckett comme élève puis comme assistant.
Il écrit des œuvres de fiction, notamment Culmshire Folk (Cassell, 1873) et John Orlebar, Clerk (Cassell, 1878) ainsi que de nombreux articles de nature historique et généalogique.
Il est l'arrière-grand-père de l'actrice Peggy Cummins.